# Цвијан Стјепановић
Цвијан Стјепановић (Тобут, 1887—?) био је српски родољуб из Босне који је учествовао у припреми Сарајевског атентата.

## Биографија
Рођен је око 1877. године у селу Тобут од оца Илије. Био је ожењен и имао је троје дјеце. Неђо Керовић је заједно са Цвијаном Стјепановићем на својим колима у ноћи 1/2. јуна 1914. превезао у Тузлу Гаврила Принципа и Трифка Грабежа, као и оружје које је касније коришћено у атентату на аустроугарског престолонасљедника Франца Фердинанда. Он и Стјепановић предали су оружје Мишку Јовановићу у Тузли.
Ухапшен је и суђен са осталима под оптужбом за удруживање у вршењу велеиздаје, укључујући службене кругове у Краљевини Србији. Завјера са циљем извршења велеиздаје за казну је имала смрт, а завјера да се почини једноставно убиство није. Суђење је одржано од 12. до 23. октобра, док је изрицање пресуде и казни објављено 28. октобра 1914. године. Цвијан Стјепановић осуђен је на тешку тамницу у трајању од 7 година, пооштрену једним постом свака три мјесеца и тврдим лежањем и самотним затвором у мрачној соби 28. јуна сваке године.. Заједно са Ивом Крањчевићем, Лазаром Ђукићем пребачен је 2. марта 1915. у затвор у Терезину. У Терзину је био изложен тешким условима. Министарство рата Аустроугарске примило је молбу Петра Стјепановића, санитетског натпоручника, који је тражио да буде пребачен у ћелију свога брата, Цвијана Стјепановића, у Терезину, јер жели да спасе брата с обзирам на његово све слабије здравље. Министарство је ријешило да се „са медицинског гледишта, као и с обзиром на духовно и физичко стање затвореника, дозвољава укидање собног затвора“. На дан 13. септембра 1917. одлучено је да се преживјели из оба војна затвора (Гаврило Принцип, Крањчевић, Стјепановић, Цвјетко Поповић, Чубриловић и Загорац) пошаљу натраг у Босну, у зенички затвор. Ово је и извршено. Сви затвореници изузев Принципа били су премјештени. Из зеничке казнионице пуштен је 3. новембра 1918.